# ZAGI 1-EA
Die ZAGI 1-EA (Eksperimentalnii Apparat, russisch ЦАГИ 1-ЭА) war der erste sowjetische Prototyp eines Hubschraubers.

## Entwicklung
Die ersten angebundenen Flugtests begannen im August 1930. Der Erstflug fand am 26. Juni 1932 bei Moskau statt. Am 14. Oktober 1932 stellte Alexei Tscherjomuchin einen Höhenweltrekord von 605 Metern auf, der aber nicht offiziell registriert wurde. An der Spitze und am Heck befanden sich Steuerrotoren. Die Erprobung verlief unfallfrei bis 1934.

## Technische Daten
| Kenngröße            | Daten                                     |
| -------------------- | ----------------------------------------- |
| Motor                | 2 × M-2, luftgekühlt (Lizenz Le Rhône 9J) |
| Leistung             | 120 PS (88 kW)                            |
| Rotordurchmesser     | 11 m                                      |
| Startmasse           | 1145 kg                                   |
| max. Geschwindigkeit | 20–30 km/h                                |
| max. Flugzeit        | 12 min                                    |